# Attraction sexuelle génétique
Pour les articles homonymes, voir GSA.
 Mise en garde médicale
L'attraction sexuelle génétique ou GSA est une hypothèse résultant de plusieurs observations qui pourraient s'expliquer par une attirance sexuelle susceptible d'être (ou d'avoir été) ressentie — sporadiquement ou durablement, réciproquement ou unilatéralement — entre personnes génétiquement proches (frère et sœur, mère et fils, père et fille, etc.) à la faveur de retrouvailles tardives succédant à une longue séparation depuis la naissance ou la petite enfance.

## Histoire

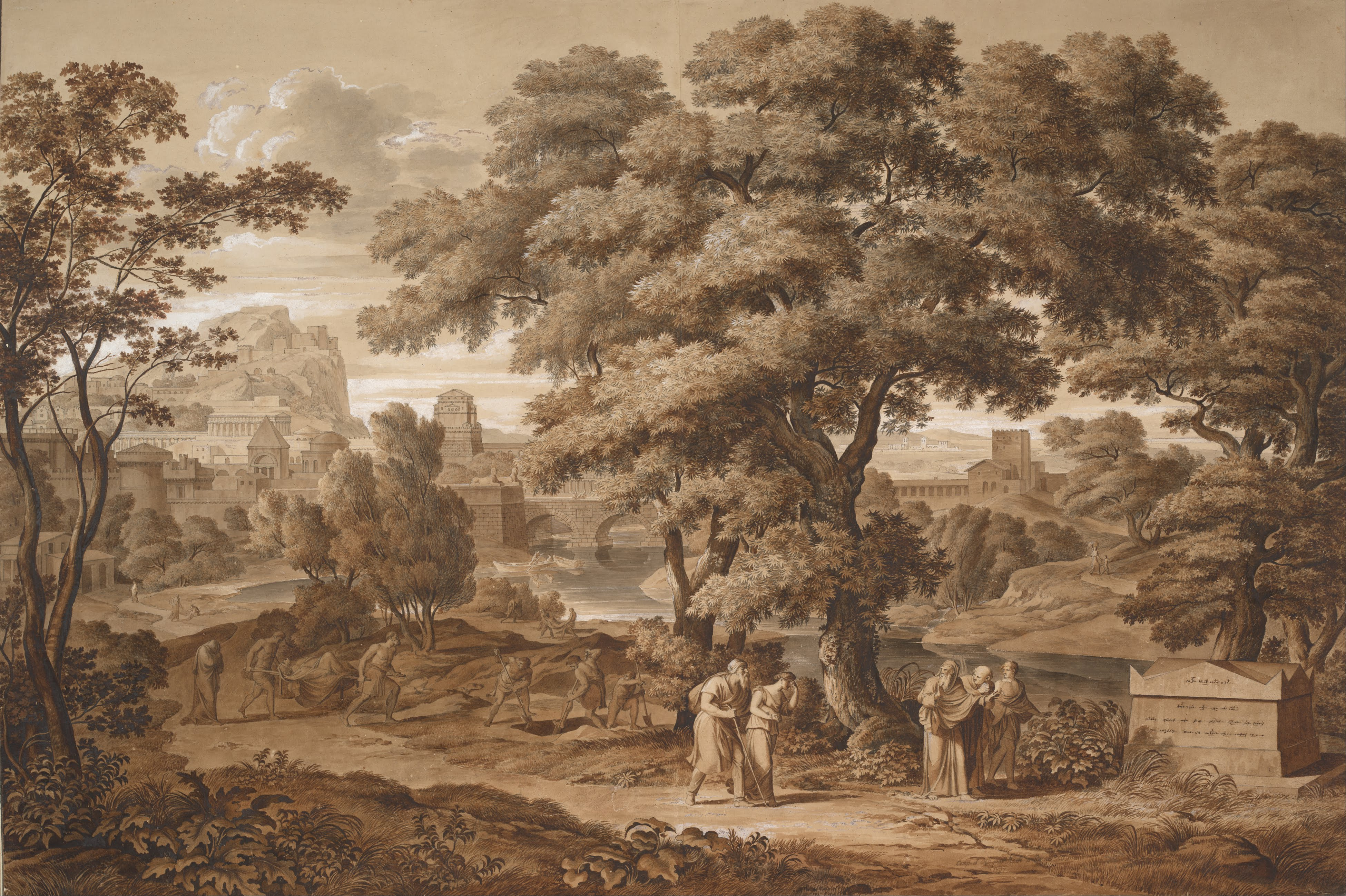
Œdipe et Antigone quittent Thèbes, huile sur toile du peintre autrichien Joseph Anton Koch (1768-1839), exposée au palais Albertina à Vienne.

Le terme est inventé aux États-Unis dans les années 1980 par Barbara Gonyo, fondatrice de Truth Seekers In Adoption, un groupe de soutien, basé à Chicago, destiné aux personnes adoptées ainsi qu'à leurs nouveaux parents,. Barbara Gonyo, qui n'est ni médecin ni psychiatre, s'appuie essentiellement sur sa propre expérience dont son ouvrage Forbidden love fait état.
On présume que l'attirance sexuelle génétique peut résulter de la réunion de consanguins à l'âge adulte, généralement lors de retrouvailles tardives, après une scission originelle telle qu'une mesure d'adoption ayant séparé une fratrie (ou autre unité familiale) tôt dans l'existence,,. Le nombre croissant de retrouvailles intervenant entre frères et sœurs à la faveur du développement des moyens mis en œuvre (dont l'accès à Internet) ainsi que la popularisation des tests ADN laisse augurer la perspective que le phénomène pourrait s'amplifier avec les années. Si la relation sexuelle est consommée, elle est alors non seulement confrontée au tabou de l'inceste mais elle tombe également, dans certains pays, sous le coup de la loi avec toutes les conséquences juridiques susceptibles d'en découler, tant pour les deux parties impliquées que pour les familles directement ou indirectement associées.
L'ASG ne survient que rarement entre enfants ayant grandi ensemble en raison d'une sublimation de l'attrait sexuel, plus connue sous l'appellation d'effet Westermarck, qui désactive naturellement la propension à un quelconque rapprochement physique érotisé. L'hypothèse la plus couramment admise étant que cette désensibilisation par rapport à une éventuelle forme d'attirance sexuelle consanguine intervient naturellement à dessein de prévenir toute inflexion procréatrice intrafamiliale qui serait alors génératrice de consanguinité.

## Exemples
En Allemagne, Patrick Stübing (en) et sa sœur vivent en couple. Ils se sont battus contre les lois prohibant l'inceste dans leur pays. Ayant grandi séparément, ils se sont rencontrés sur le tard, à l'âge adulte. De leur union incestueuse sont nés quatre enfants. Leur appel a été rejeté en 2008, corroborant la teneur des amendements juridiques en leur défaveur,.
En 1997, Kathryn Harrison (en) publie un mémoire. Elle y évoque sa trajectoire incestueuse entretenue avec un père biologique qu'elle n'avait pas revu depuis presque 20 ans avant qu'une attirance mutuelle irrésistible ne les « aimante » l'un vers l'autre. Elle relate son parcours dans un ouvrage intitulé The Kiss,,, paru en français sous le titre suivant : Le Rapt.
En Afrique du Sud, un homme et une femme, ayant partagé leur lit pendant cinq ans et attendant un enfant, découvrent inopinément qu'ils sont frère et sœur peu avant de conclure leur mariage. Élevés séparément, les retrouvailles n'ont eu lieu qu'à l'âge adulte alors que les circonstances les avaient réunis dans différents collèges sans qu'ils ne soient mis pour autant au courant de leur filiation respective.
Un homme américain marié, Ben Ford, 32 ans, retrouve en 2013 en Angleterre sa mère, Kim West, 51 ans, après avoir été abandonnée par elle il y avait 30 ans. Pendant leurs retrouvailles, l'attraction entre eux est si forte, que le jeune homme quitte sa femme et s'installe avec sa mère dans le Michigan et ils prévoient maintenant de se marier et d'avoir un enfant ensemble. En réponse à ceux qui les accusent de relation incestueuse, qui est punie par la loi dans le Michigan de quinze ans de prison, le couple explique qu'ils ne font "rien de mal" et qu'ils sont victimes de ce qu'on appelle "l'attraction sexuelle génétique",.

## Critiques
Amanda Marcotte de Salon.com a déclaré que ce terme n'est rien d'autre qu'une tentative de paraître scientifique tout en essayant de minimiser le tabou de l'inceste. Elle a également déclaré que de nombreux médias ont mal géré les reportages sur le sujet en répétant ce que les défenseurs de l'hypothèse ont dit au lieu d'examiner réellement les recherches sur le phénomène supposé. Elle affirme que la plupart des publications qui ont choisi de publier des histoires de couples parlant d'"attirance sexuelle génétique" ne sont pas des sources d'information légitimes et que l'un des blogs écrits par une femme vivant une relation incestueuse se lit tout simplement comme l'histoire d'une jeune fille qui a été séduite par son père.

## Dans la fiction

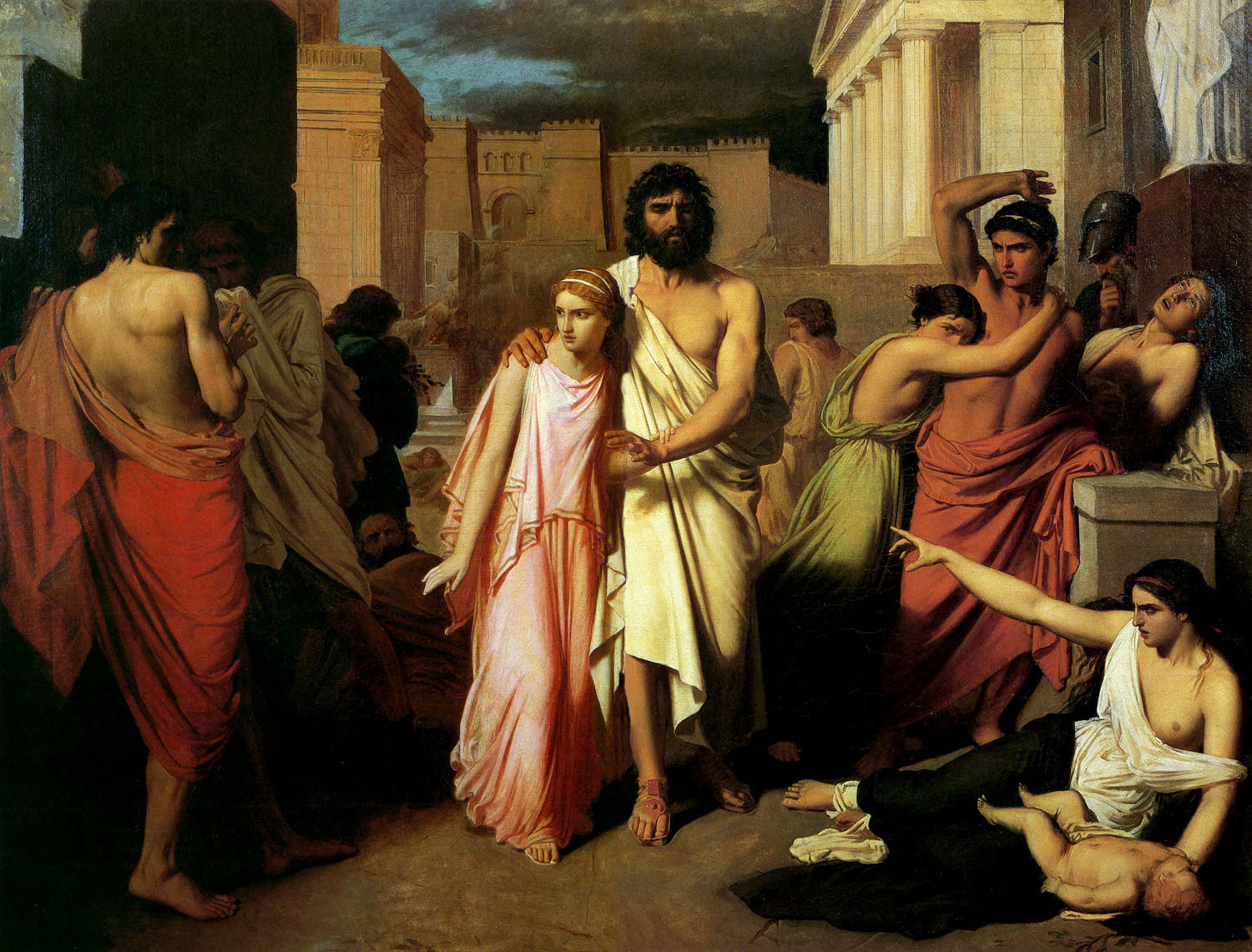
Le fléau de Thèbes : Œdipe et Antigone, huile sur toile de Charles Jalabert (1819–1901), réalisée en 1842, exposée au musée des beaux-arts de Rouen.

- Le thème de l'inceste apparaît dans la tragédie de Sophocle Œdipe roi, écrite aux alentours de 429 av. J.-C.
- L'évocation en est également présente dans « La Mort d'Arthur », lorsque le roi Arthur entretient une liaison avec Morgause alors qu'il ignore à l'époque qu'elle est sa sœur. Son (deuxième) fils illégitime, Mordred, naît de cette union. Dans la dernière partie de la Morte, Arthur et Mordred s'entretuent au cours d'un affrontement.
- Il est également présent dans « Die Walküre » qui constitue le deuxième des quatre opéras appartenant au cycle Der Ring des Nibelungen du compositeur allemand Richard Wagner : les jumeaux Siegmund et Sieglinde, séparés à la naissance, se rencontrent à l'âge adulte et tombent éperdument amoureux l'un de l'autre. Le destin assigné à leur descendance en la personne de Siegfried fait l'objet du troisième opéra de la tétralogie.
- Dans le conte allemand médiéval Gregorius, le héros éponyme naît de l'inceste consommé entre ses parents jumeaux. Lorsqu'il rejoint sa mère 17 ans plus tard, il en tombe éperdument amoureux et l'épouse sans savoir qu'il est son fils.
- Vladimir Nabokov : le roman Ada ou l'Ardeur raconte l'histoire d'une liaison entre frère et sœur qui croient qu'ils ne sont que des cousins (les relations entre cousins germains étant acceptables et même courantes à plusieurs époques de jadis), y compris un triangle amoureux avec le personnage éponyme qui est en fait sa demi-sœur.
- L'héroïne éponyme de Heurs et malheurs de la fameuse Moll Flanders qui, adulte, se marie sans le savoir avec son demi-frère.
- Dans le film coréen Old Boy, une relation incestueuse se produit entre un père et sa fille après une longue période de séparation.
- Dans Nip/Tuck, Matt rencontre sa demi-sœur et chacun éprouve aussitôt l'un pour l'autre une attraction fulgurante instantanée sans pour autant connaître la nature de leurs filiation.
- Dans le film Star Wars, Luke Skywalker ressent de l'attirance pour la princesse Leia Organa (sans pour autant consommer cet amour), qui se révélera être sa sœur.[réf. nécessaire]
- Dans le film Joe La Crasse (Joe Dirt), le protagoniste entame des rapports sexuels avec une femme qu'il croit être la sœur dont il a perdu la trace depuis des lustres.
- Dans le manga Koi kaze, les deux personnages principaux, Koshiro et Nanoka, perçoivent l'émergence d'une attirance charnelle s'attiser inexorablement entre eux avant de réaliser qu'ils sont frère et sœur ayant grandi dans des foyers séparés. L'histoire se focalise dès lors sur la lutte des deux jeunes tourtereaux en proie aux sentiments inextricables qui les étreignent malgré la mise au courant subreptice de leur proximité généalogique[17].
- La Colline aux coquelicots, un film de Goro Miyazaki, sorti sur les écrans le 11 janvier 2012[18].
- La douzième saison (2015-2016) de la série télévisée française Plus belle la vie met en évidence l'attirance conjointe spontanée et irrésistible éprouvée réciproquement entre Jonas Malkavian et Océane Mougin. Cette union les conduira jusqu'à se connaître (au sens biblique du terme) alors que ni l'un ni l'autre n'est au courant de la filiation de demi-frère et sœur qui les lie au même père, Sacha Malkavian. En effet, ce dernier a jadis été utilisé secrètement comme géniteur d'appoint par Claire Mougin (substitut du procureur) au cours d'une brève amourette calculée par ses soins à dessein de pallier la stérilité de celui qu'elle allait finalement épouser, Arnaud Mougin, lequel tenait envers et contre tout à avoir un enfant. Sacha Malkavian ignore ainsi qu'Océane Mougin est en réalité sa fille[19].
- Le roman Le Crime[20] de l'Islandais Arni Thorarinsson est construit sur cette notion.
- Dans Stone Ocean, sixième partie de JoJo's Bizarre Adventure manga de Hirohiko Araki, Weather Report et Perla Pucci entretiennent une relation amoureuse sans savoir qu’ils sont frères et soeurs, Weather Report étant le frère jumeau de Enrico Pucci, séparés à la naissance.
- Dans le roman "les Bienveillantes" de Jonathan Littell, le narrateur rapporte les relations incestueuses qu'il a entretenues avec sa soeur jumelle et qui alimentent encore à l'âge adulte ses fantasmes.

### Traduction
1. ↑  (en) « GSA: Genetic sexual attraction »
2. ↑  (fr) « Chercheurs en quête de vérité quant aux modalités et origines de leur adoption »
3. ↑  (fr) « Le baiser[H 1] »
4. ↑  (en) « Read by the author »
5. ↑  (fr) « L'auteur raconte sa liaison sexuelle avec un père longuement absent de sa vie, jusqu'à ce qu'il réapparaisse des années plus tard avec toute la souffrance consécutive à des retrouvailles aussi tardives. Dans ce mémoire: une histoire d'amour obsessionnelle entre un père et sa fille qui commence alors que Kathryn Harrison, âgée de vingt ans, retrouve le père dont l'absence avait hanté son enfance. Une histoire qui tient à la fois du tabou et de la complicité de la famille à briser ce même tabou, « le baiser », expose également ce qui relève de la facette la plus primale de tous les triangles amoureux : celle qui unit un enfant à sa mère conjointement à celle de son père. »
6. ↑  (fr) « Nous nous retrouvons dans les aéroports, dans des villes où nous ne nous sommes jamais rendus auparavant. Nous nous rencontrons là où personne ne nous reconnaîtra. L'un de nous voyage en avion, l'autre en voiture, et nous nous engouffrons vers une destination donnée. Les lieux où nous nous rendons sont de plus en plus irréels : Petrified Forest, Monument Valley, Grand Canyon, tous aussi mortellement beaux et austères que ce que dévoilent les photos satellites de planètes éloignées : oppressants, brûlants, inhumains. C'est à l'aune de ces paysages en toile de fond que mon père prend mon visage dans ses mains. Il l'embrasse. Je sens ses lèvres qui parcourent mes yeux fermés, ma gorge. Je sens ses doigts qui effleurent mes cheveux, ma nuque. Je sens son souffle chaud sur mes paupières. Parfois, nous nous disputons ; il nous arrive même de fondre en larmes […] »
7. ↑  (fr) « Pourquoi une mère coucherait-elle avec son fils ? C’est la question que de nombreuses personnes se posent. En effet, la semaine dernière, la cour a décrété qu’Aimee L. Sword, jugée coupable d’agressions sexuelles sur son fils de 14 ans qu’elle avait donné en adoption à la naissance, doit purger une peine de prison allant de 9 à 30 ans. L'histoire se passe aux États-Unis, dans le Michigan. [...] « Quand elle a vu ce garçon pour la première fois, quelque chose en elle s'est déclenché ... et ce ne fut plus une relation mère-fils mais une relation amoureuse », a déclaré son avocat à la presse. La mère de 36 ans, originaire du Michigan — qui, selon son avocat, aurait aussi été victime d’agressions sexuelles dans sa jeunesse — s’est excusée et assure qu’elle essaie de comprendre la nature de son geste. Elle recevait régulièrement des photos de son fils, poursuit son avocat. Mais lorsqu’il a eu 14 ans, n’ayant rien reçu, elle l’a contacté en ligne via un site de médias sociaux. Elle l’a rencontré et a eu plusieurs relations sexuelles avec lui. Elle était mariée. « C’est la première fois que je vois quelque chose comme ça entre une mère et son fils », a affirmé le procureur du comté d’Oakland Jessica Cooper [...]. Pourtant, lorsqu’une mère donne son fils en adoption et qu’elle le revoit à l'âge adulte, il arrive qu’elle ressente une attirance sexuelle. Il s’agit de l’attirance sexuelle génétique. Un phénomène des plus tabous, mais qui, pourtant, existe. Il s’agit d’une attirance sexuelle entre des personnes d’une même famille, comme des cousins éloignés ou encore un parent avec un enfant rencontré une fois adulte. Il peut aussi s’agir de frères et sœurs, séparés à la naissance, qui se retrouvent des années plus tard et tombent amoureux, à l'instar de cette histoire rapportée par The Guardian[11] : un frère et une sœur allemands, séparés à la naissance, se sont connus une fois adultes, et ont eu quatre enfants. Il existe peu de statistiques et peu de recherches sur le sujet[H 4]. »

### Harvard
1. 1 2 3  Libération 1997
2. ↑  Harrison 1997
3. ↑  Harrison et Mayoux 1997
4. ↑  Clark-Flory 2010

### Autres sources
1. 1 2  Marie-Christine Petit-Pierre, « Le coup de foudre génétique, existe-t-il ? », Le Temps,‎ 11 février 2012 (lire en ligne) « De plus en plus de frères et sœurs, élevés séparément, font connaissance à l'âge adulte. Il en résulte une fois sur deux un coup de foudre irrépressible. On parle d'attraction sexuelle génétique. »
2. ↑  (en) Alix Kirsta, « Genetic sexual attraction », The Guardian,‎ 17 mai 2003 (lire en ligne) « You're 40, happily married - and then you meet your long-lost brother and fall passionately in love. This isn't fiction; in the age of the sperm donor, it's a growing reality: 50% of reunions between siblings, or parents and offspring, separated at birth result in obsessive emotions. »
3. ↑  (en) Logan Smith, « VIDEO: 2016 presidential hopefuls laying SC groundwork at DNC », Palmetto Public Record,‎ 6 septembre 2012 (lire en ligne)
4. 1 2  Stéphany Gardier, Ariane Giacobino, Francesco Bianchi-Demicheli, Florence Fellmann, « L'attraction sexuelle génétique entre parents, mythe ou réalité ? », Planète santé « L'effet Westermarck »,‎ 2 février 2016 (lire en ligne) « Le terme de GSA a été inventé dans les années 1980 par Barbara Gonyo. Ni médecin ni psychiatre, cette Américaine est à l'origine d'un groupe de soutien à Chicago pour les parents et enfants adoptés. [...]
« La cohabitation dans la prime enfance réduit la probabilité de se mettre en couple », confirme Francesco Bianchi-Demicheli, spécialiste en sexologie et médecine sexuelle aux HUG. Il y a une sorte d'"empreinte négative" qui se met en place très tôt, sans doute dès les trois premières années de la vie. »
5. ↑  (en) « Genetic sexual attraction: Forbidden love », CBC News,‎ 2009 (lire en ligne [html]). Pull of attraction felt between adoptees, biological family members
6. ↑  Sally George, « Ma sœur, mon amour », RTS Un, Radio télévision suisse « Temps présent »,‎ 2 février 2012 (OCLC 1013898392, lire en ligne) « Un frère et une sœur, adultes et consentants, peuvent-ils entretenir librement une relation amoureuse, sexuelle, voire se marier ? La question suscite la polémique en Suisse, où il est question de légaliser l'inceste. Des experts prétendent qu'il existe bien un phénomène « d'attraction sexuelle génétique » qui explique que des proches parents puissent tomber en passion amoureuse l'un pour l'autre. »
7. ↑  (en) Maggie Burbank, Brother and Sister, and Lovers
8. ↑  (en) Bob McKeown (en) et Aziza Sindhu, « Part 2: Genetic Sexual Attraction – Part One », The Current (en), CBC Radio,‎ 7 mai 2009 (lire en ligne)
9. ↑  (en) Nancy L. Segal, Born Together—Reared Apart : The Landmark Minnesota Twin Study, Harvard University Press, 18 juin 2012 (lire en ligne), pp. 92, 343, 408 « Genetic sexual attraction is the counterpart to the Westermarck Effect, and may develop in its absence. It refers to the strong sexual connection experienced by some biological mothers and sons, fathers and daughters, and brothers and sisters who were separated since birth and reunited as adult. »
10. ↑  (en) N. P. Avtonomov, Russkiĭ I︠a︡zyk, vol. 48 à 49, East Lansing, Department of German & Russian, Michigan State University,‎ 1994, Russian language journal, Russkiĭ i͡azyk, Études de russe, V pomoshchʹ prepodavateli͡u russkogo i͡azyka v Amerike, Guide to teachers of Russian in America, Pedagogical journal in Russian (ISSN 0036-0252, OCLC 1011906397, lire en ligne), p. 114 « Evolutionary biologists have posited an imprinting mechanism, "the Westermarck effect," which cause people who have been closely associated in early youth to repel each other as potential mates. »
11. 1 2  (en) Kate Connolly, « Brother and sister fight Germany's incest laws », The Guardian,‎ 27 février 2007 (lire en ligne)
12. ↑  (en) Dietmar Hipp, « Dangerous Love: German High Court Takes a Look at Incest », Der Spiegel,‎ 11 mars 2008 (lire en ligne)
13. ↑  (en) Stewart Maclean, « Engaged couple discover they are brother and sister when their parents meet just before wedding », Daily Mail,‎ 3 novembre 2011 (lire en ligne)
14. ↑  Telestar.fr, « Une mère et son fils veulent se marier et avoir un enfant... - Télé Star », sur www.telestar.fr, 12 avril 2016 (consulté le 30 juin 2021)
15. ↑  (en-GB) « 'Sex with my son is incredible - we're in love and we want a baby' », sur Mirror.co.uk, 7 avril 2016 (consulté le 30 juin 2021)
16. ↑  (en) Amanda Marcotte, « Debunking genetic sexual attraction: Incest by any other name is still incest » [archive du 18 juillet 2020], sur Salon.com, 16 août 2016 (consulté le 30 juin 2021)
17. ↑  Marie-Christine Petit-Pierre, « Existe-t-il un coup de foudre génétique ? », Le soir, Bruxelles, Rossel & Cie S.A. – lesoir.be,‎ 11 février 2012 (lire en ligne [php]) « Il arrive que des frères et sœurs, élevés séparément, fassent connaissance à l’âge adulte. Il en résulte une fois sur deux un coup de foudre irrépressible. On parle d'attraction sexuelle génétique. »
18. ↑  Marie-Christine Petit-Pierre, « La Colline aux Coquelicots », AlloCiné, secrets de tournage,‎ 11 janvier 2012 (lire en ligne). Date de sortie : 11 janvier 2012. Durée : 1 h 31 min. Réalisation : Goro Miyazaki. Genre : animation, drame. Langue originale : japonais. Acteurs/trices : Masami Nagasawa, Junichi Okada, Keiko Takeshita
19. ↑  « Plus Belle la Vie crée la polémique avec une scène incestueuse », Le Parisien,‎ 20 décembre 2015 (lire en ligne)
20. ↑  (is) Arni Thorarinsson (trad. de l'islandais par Éric Boury), Le Crime. Histoire d’amour, Paris, éditions Métailié, coll. « Bibliothèque nordique », 2016 (1re éd. en 2013 sous le titre islandais Glæpurinn – Ástarsaga), 139 p., réédition en 2017 aux éditions Points dans la coll. « Policier » no 4585 (BNF 45305073) (ISBN 979-10-226-0171-9 et 978-2-7578-6381-7, BNF 44483167)